# 放出音

調音方法

気流の妨害度

阻害音
破裂音
破擦音
摩擦音
共鳴音
ふるえ音
はじき音
接近音

気流の通路
中線音
側面音
口蓋帆の状態
口音
口鼻音
鼻音
気流機構
肺臓気流
吸気音
呼気音

非肺臓気流
放出音
入破音
吸着音

▶ 調音部位

放出音（、英: ejective）は外向き声門気流に由来する声（あるいは言語音）の総称である。

## 概要
放出音は外向き声門気流に由来する声（あるいは言語音）の総称である。調音方法に基づいた子音の分類のひとつ。入破音、吸着音と並んで、肺からの呼気を用いない非肺気流機構の子音である。
声門閉鎖を伴う内圧上昇とその外向き開放により起き（⇒ #生成機序）、基本的に無声音である（⇒ #特徴）。IPA分類では10種ほどの単音が放出音に分類される（⇒ #分類）。全言語の2割ほどが言語音として用いている（⇒ #言語）。

## 生成機序
放出音は次の機序で生成される：
1. 調音点と声門の二カ所を閉鎖 → 空気が閉じ込め
2. 声門を上方へ移動 → 閉鎖された口腔の内圧が上昇
3. 調音点側の閉鎖を開放（or 気圧差で強制開放）→ 弱い外向き気流が生成
4. 気流が声道と相互作用 → 音が生成・放射（※ 単音ごとに異なる機序）

## 特徴
放出音の生成は声門閉鎖を要するため、口腔が閉鎖されている状態では声帯が振動できない。そのため放出音は無声音となる。文献によっては有声放出音を定義しているが、こう定義せず「有声の無開放の閉鎖音に無声の放出音が後続している」と解すのが標準的である。
調音部位では奥の方で調音されることが多く、両唇放出音 [pʼ] は比較的珍しい。摩擦音の放出音は少ないが、破擦音の放出音は一般的に見られる。

## 表記
国際音声記号において放出音は補助記号 [ʼ] を用いて表現される。
なお、朝鮮語では濃音（咽頭の緊張を伴う子音）を [ʼ] で代用表記することがあるが、これは放出音とは異なる。

## 分類

### 国際音声記号での分類
国際音声記号で放出音に分類される単音の例として以下が挙げられる：
- [pʼ] - 両唇放出音
- [t̪ʼ] - 歯放出音
- [tʼ] - 歯茎放出音
- [ʈʼ] - そり舌放出音
- [cʼ] - 硬口蓋放出音
- [kʼ] - 軟口蓋放出音
- [qʼ] - 口蓋垂放出音
- [sʼ] - 歯茎摩擦放出音

## 言語
世界の言語の約18%が放出音を持つ。例として以下が挙げられる：
- 北西コーカサス語族
- 北東コーカサス語族
- 南コーカサス語族
  - グルジア語
- アフロ・アジア語族の一部
  - アムハラ語
  - ハウサ語
- コイサン語族
- アメリカ州の先住民族の言語
  - ナバホ語
  - マヤ語
  - ケチュア語